# Arques (Passo di Calais)
Arques è un comune francese di 10 105 abitanti situato nel dipartimento del Passo di Calais nella regione dell'Alta Francia, famoso per le cristallerie e vetrerie di alto pregio.

## Storia
Nel corso della guerra di Fiandra, il 4 aprile 1303 la città, già saccheggiata dalle truppe fiamminghe di Guillaume de Juliers il Giovane, fu teatro di una battaglia tra fiamminghi e francesi, guidati da Gaucher V di Châtillon, che vide la sconfitta di questi ultimi.

## Società

### Evoluzione demografica
Abitanti censiti